# Reykjaviklisten
Reykjavíkurlistinn (Reykjavíklisten) eller R-listen, var en fællesliste i Reykjavík kommune i Island, der omfattede alle politiske partier i Island, undtagen Selvstændighedspartiet). Listen vandt flertal i Reykjavik byråd i tre på hinanden følgende valg i 1994, 1998 og 2002, og besatte borgmesterposten indtil listen blev nedlagt i efteråret 2005. Oprindeligt stod de fire parter Alþýðuflokkurinn, Alþýðubandalagið, Framsóknarflokkurinn og Kvindelisten bag R-listen, senere sammen med Venstrepartiet - De Grønne VG).
Ingibjörg Sólrún Gísladóttir var kandidat til borgmesterposten i 1994, og hendes valgsejr var en stor sensation. Splittelsen mellem partierne på midten og venstrefløjen havde sikret Selvstændighedspartiet flertal i byrådet i 61 af de sidste 65 år, bortset var 1978-82, da venstrefløjen vandt et flertal, men uden at kunne blive enige om et fælles borgmesterkandidat. En neutral kompromiskandidat blev Egill Skuli Ingibergsson.
I 1994 fik centrum-venstre partierne valgt en fælles borgmesterkandidat, men det var Gísladóttirs egne politiske færdigheder, der hjalp hende til at blive genvalgt to gange. Sammenlægningen af fire centrum-venstre partier til det nye socialdemokratiske parti Alliancen i 2000 var godt forberedt ved det politiskr samarbejde i Reykjavik. R-Listen gik tilbage, da hun valgte ikke at genopstille ved valget i 2003. Alliancen gjorde det også godt alene i Reykjavik, hvilket bidrog til, at Gísladóttir blev valgt til formand for Alliancen før overvejer altingsvalget 2007. Hendes efterfølger som borgmester, Þórólfur Árnason, måtte gå af, efter at have bidraget til ulovlige prisaftaler, da han var direktør for et olieselskab, mens listens tredje borgmester Steinunn Valdis Óskarsdóttir aldrig formåede at blive en samlende politisk figur.
Efterhånden som Alliancen voksede, krævede partiet et stigende antal pladser på Reykjavíkarlistinn, hvilket koalitionspartnerne, særlig Venstrepartiet - De Grønne, havde problemer med at acceptere. Efter en intern tovtrækning, hvor også Framsóknarflokkurinn deltog, valgte VG at droppe samarbejdet, og listen blev de facto nedlagt, med det resultat, at partierne gik til valg hver for sig. Ved kommunalvalget i Reykjavík i 2006 fik Selvstændighedspartiet derfor comeback som byens største parti.

## Valgresultater
Sammenlagt stemmeandel og mandater for venstrefløj + midterpartier:
Perioden med Reykjavíklisten i byrådet:
- 1994: 53,0% (8 af 15 byrådsmedlemmer)
- 1998: 53,6% (8 af 15 byrådsmedlemmer)
- 2002: 52,6% (8 af 15 byrådsmedlemmer)

Før og efter Reykjavíklisten kom i byrådet:
- 1990: 37,5% (5 af 15 byrådsmedlemmer)
- 2006: 46,2% (7 af 15 byrådsmedlemmer)
- 2010: 63,7% (10 af 15 byrådsmedlemmer)
- 2014: 72,8% (11 af 15 byrådsmedlemmer)